# Син дакнис
Синият дакнис (Dacnis cayana) е вид птица от семейство Тангарови (Thraupidae).

## Разпространение
Видът е разпространен в Аржентина, Боливия, Бразилия, Венецуела, Гвиана, Еквадор, Колумбия, Коста Рика, Никарагуа, Панама, Парагвай, Перу, Суринам, Тринидад и Тобаго, Френска Гвиана и Хондурас.